# لي يانغ (متزلج قفز)
لي يانغ (بالصينية: 李洋) هو متزلج قفز صيني، ولد في 31 مارس 1980 في تونغهوا في الصين.

## وصلات خارجية
- لي يانغ على موقع الاتحاد الدولي للتزلج (القفز التزلجي) (الإنجليزية)
- لي يانغ على موقع أوليمبيديا (الإنجليزية)